# Дорофєєв Сергій Олексійович
Сергій Олексійович Дорофєєв (рос. Сергей Алексеевич Дорофеев; 26 серпня 1986, м. Москва, СРСР) — російський хокеїст, захисник. Виступає за «Сєвєрсталь» (Череповець) у Континентальній хокейній лізі.
Вихованець хокейної школи «Крила Рад» (Москва). Виступав за «Крила Рад-2» (Москва), «Крила Рад» (Москва), ХК МВД, ТХК «Твер», ХК «Саров», «Амур» (Хабаровськ), «Торос» (Нефтекамськ).
Досягнення
- Чемпіон ВХЛ (2012).